# Chromileptes
Chromileptes – rodzaj morskich ryb okoniokształtnych z rodziny strzępielowatych (Serranidae).

## Występowanie
Indo-Pacyfik, rafy koralowe na głębokościach 2–40 m p.p.m.

## Klasyfikacja
Gatunki zaliczane do tego rodzaju:
- Chromileptes altivelis – panterka[3]